# Ctenopseustis acrocharis
Ctenopseustis acrocharis är en fjärilsart som beskrevs av Edward Meyrick 1932. Ctenopseustis acrocharis ingår i släktet Ctenopseustis och familjen vecklare. Inga underarter finns listade i Catalogue of Life.